# 華僑銀行大廈
華僑銀行大廈（英語：OCBC Centre）、官方名稱為華廈，位於新加坡珠烈街65號，1976年建成，樓高197.7米，共52層，由貝聿銘設計，曾經是新加坡及東南亞最高的摩天大廈。